# Ricardo Fontana
Ricardo Fontana Milei (Buenos Aires, 17 ottobre 1950) è un ex calciatore argentino naturalizzato boliviano, di ruolo difensore.

## Caratteristiche tecniche
Giocava come difensore centrale.

## Carriera

### Club
Argentino, arrivò in Bolivia agli inizi degli anni 1970; giocò per Always Ready e Deportivo Lítoral, per poi passare al The Strongest nel 1974. Con la compagine di La Paz vinse la prima edizione del campionato professionistico boliviano. Nel 1979, 1980 e 1981 chiuse il torneo al secondo posto per tre volte consecutive. Nel campionato 1983 passò all'Oriente Petrolero, squadra di Santa Cruz de la Sierra con cui disputò 36 gare. Nel 1984 passò al rivale cittadino del The Strongest, il Bolívar; con tali colori giocò 33 partite. In occasione della Liga del Fútbol Profesional Boliviano 1985 fece ritorno al The Strongest, ottenendo il titolo nazionale nel 1986 e nel 1989. Nel 1992 lasciò il club dopo quasi 300 presenze; giocò poi l'ultimo campionato nel 1993 con il Chaco Petrolero.

### Nazionale
Nel 1989 venne incluso nella lista per la Copa América. Debuttò nella competizione il 4 luglio a Goiânia contro l'Uruguay, venendo impiegato come difensore centrale titolare a fianco di un altro naturalizzato, Eligio Martínez. Scese poi in campo con Ecuador, Cile e Argentina.

## Palmarès

### Club

#### Competizioni nazionali
- Campionato boliviano: 3

The Strongest: 1977, 1986, 1989